# Wilhelm-Hedtmann-Straße 3

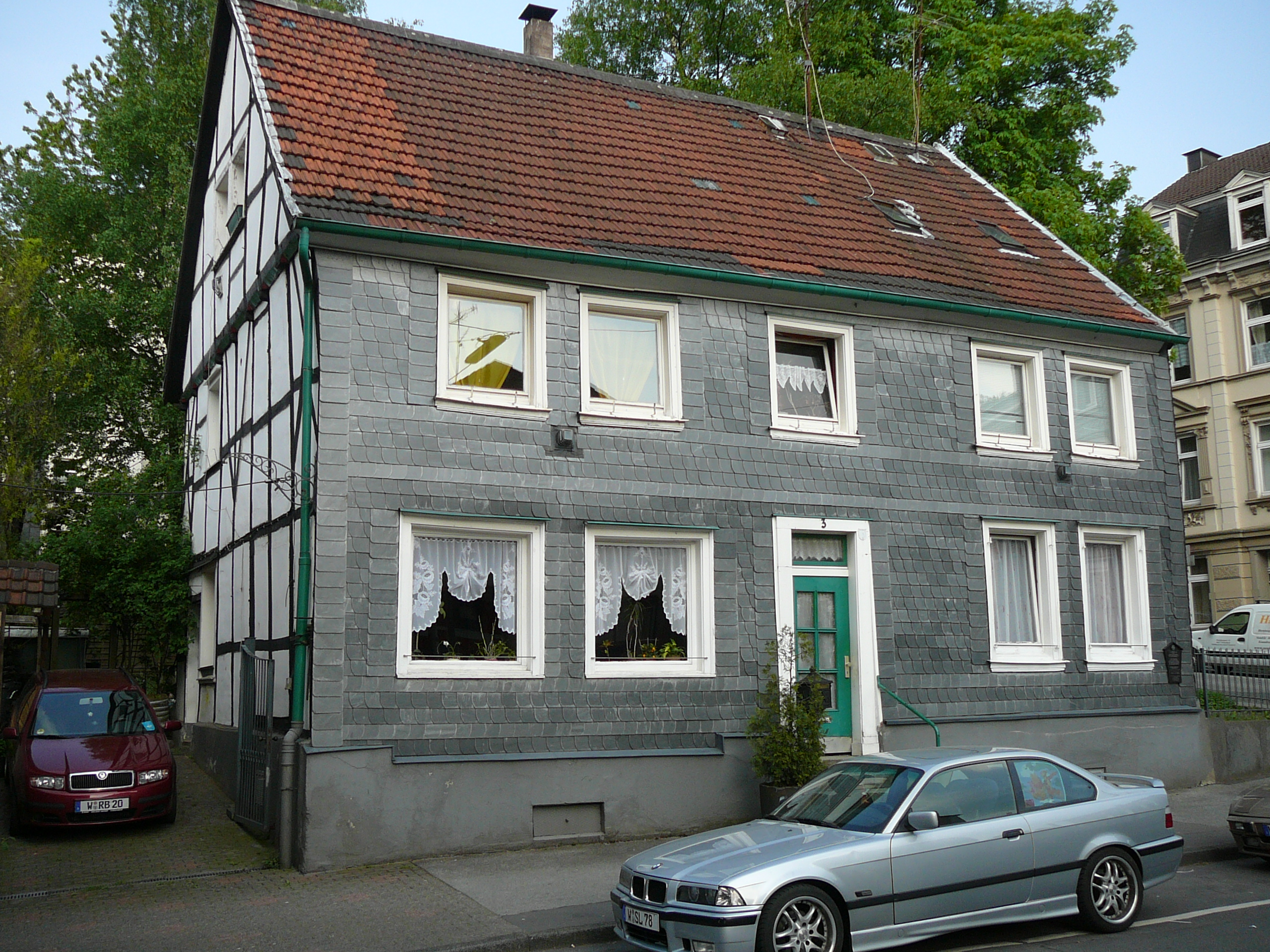
Wilhelm-Hedtmann-Straße 3

Das zweigeschossige Wohnhaus Wilhelm-Hedtmann-Straße 3 in Wuppertal wurde in der Mitte des 19. Jahrhunderts errichtet. Bei dem Fachwerkhaus ist an der Rückfront und dem Nordwest-Giebel das Gefache sichtbar, Straßenfront und der südöstliche Giebel sind verschiefert, das Haus ist mit einem Satteldach überdeckt.
Im nordwestlichen Teil des Erdgeschosses befand sich ursprünglich ein Eisenwarengeschäft, welches vom Inhaber der Schlosserei, die in den Nebengebäuden des Grundstücks untergebracht war, betrieben wurde. Das Ladenlokal wurde später zu Wohnzwecken umgenutzt.
Am 6. November 1989 wurde das Haus als Baudenkmal in die Denkmalliste der Stadt Wuppertal eingetragen.

## Die Kürten-Fontaine

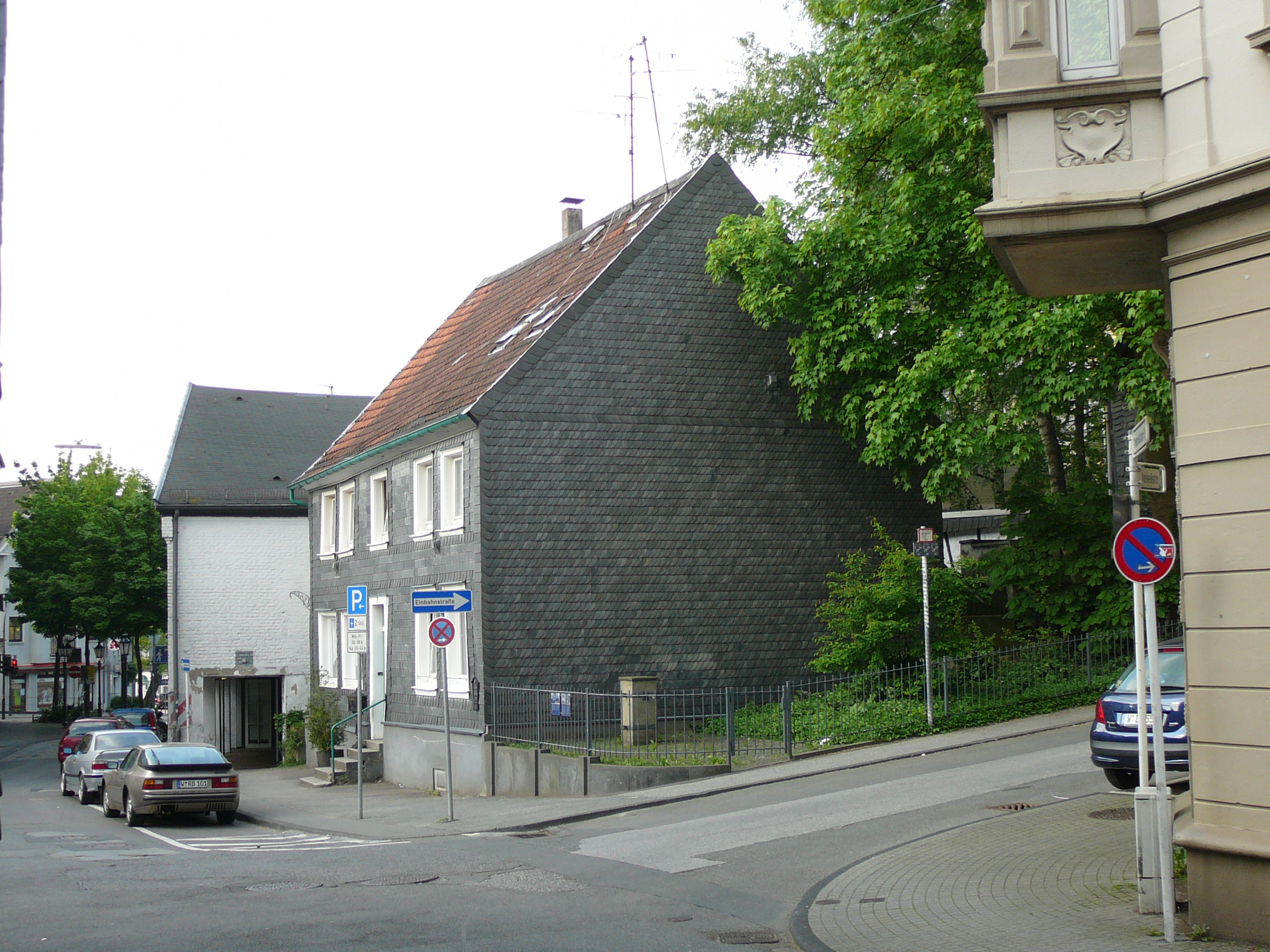
Die Kürten-Fontaine

An der südlichen Seite des Gebäudes zur Inselstraße hin befindet sich die Kürten-Fontaine. Auf diesem kleinen Platz steht die Nachbildung einer Fontaine, die 1725 hier errichtet wurde und über 150 Jahre die Bewohner des Oberdorfes von Langerfeld mit Trinkwasser versorgte. Der Platz, der an die Wasserversorgung vor Jahrhunderten erinnern soll, wurde 1982 eingerichtet.
Benannt ist die Fontaine nach Kurt Kürten (1920–1993) dem Langerfelder Zeichner, Dichter und Gründer der Bleichergruppe.